# Balkanpop

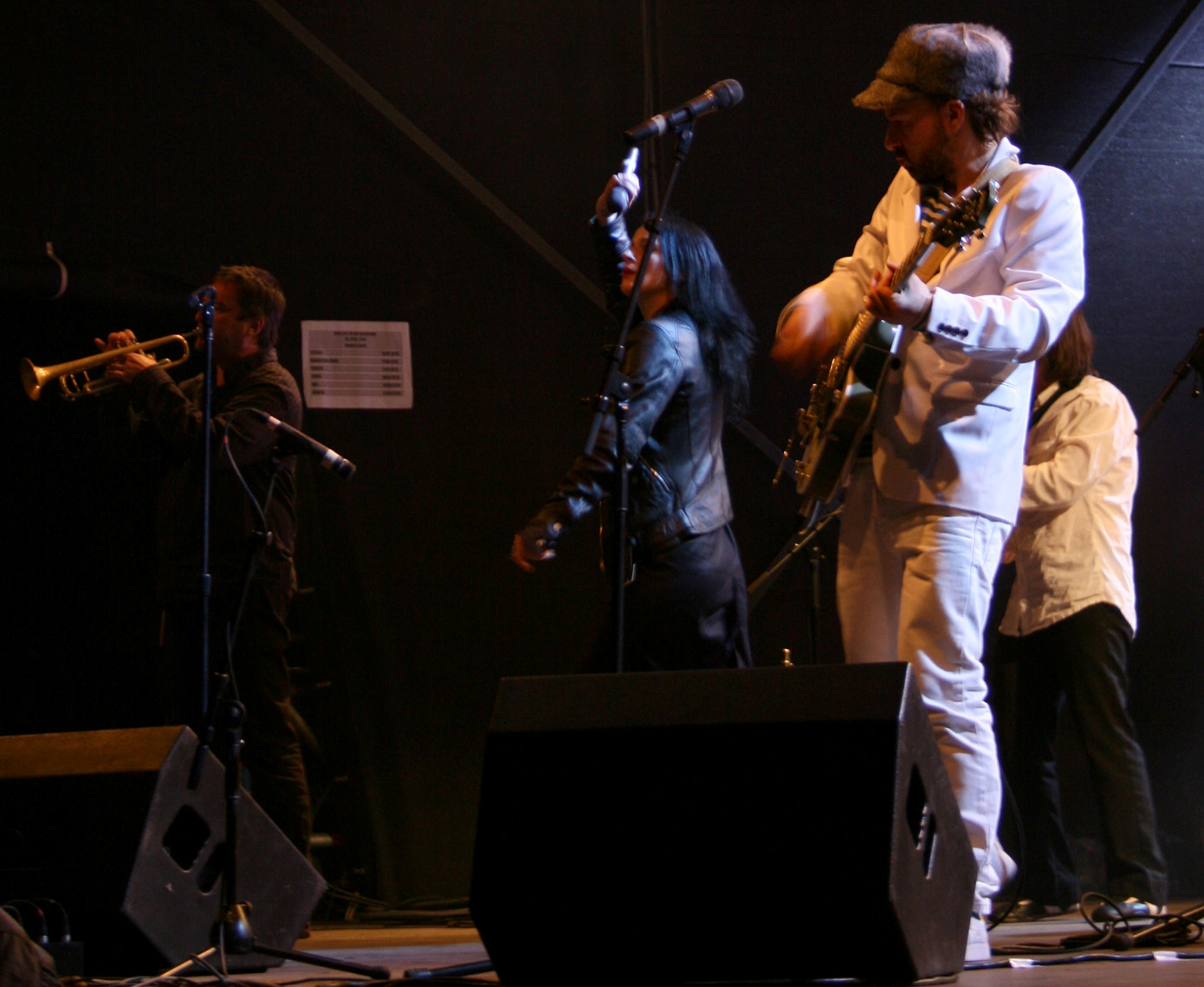
Shantel tillsammans med Bukovina Orkestar i Wien 2008.

Balkanpop, även kallat Bukowina-Dub alternativt R'n'Balkan, är en version av popmusik, som består av en blandning av östeuropeisk folkmusik och västerländsk popmusik. Balkanpop har nått spridning genom bland annat artister som Shantel.